# RAEC Mons
R.A.E.C. Mons – belgijski klub piłkarski, założony w 11 kwietnia 1910 roku, mający siedzibę w mieście Mons, leżącym w prowincji Hainaut. Klub rozgrywał swoje mecze na stadionie Stade Charles Tondreau, który mógł pomieścić 9,5 tysiąca widzów. W sezonie 2010/2011 klub wywalczył awans do najwyższej klasy rozgrywkowej po barażach. W 2015 klub został rozwiązany.

## Sukcesy
- Mistrzostwo drugiej ligi: 2006
- Wicemistrzostwo drugiej ligi: 2002
- Mistrzostwo trzeciej ligi (A): 1985